# Verner Blaudzun
Verner Blaudzun (Sønderborg, 23 maart 1946) is een Deens voormalig wielrenner. Hij won samen met Gert Frank, Jørgen Hansen en Jørn Lund een bronzen medaille op het onderdeel ploegentijdrit op de Olympische Zomerspelen in 1976. Hij is de vader van voormalig wielrenner Michael Blaudzun.

## Overwinningen
1965
Noords kampioen ploegentijdrit, Amateurs
1966
 Wereldkampioen ploegentijdrit, Amateurs
1968
 Deens kampioen op de weg, Amateurs
Fyen-Rundt
1969
Fyen-Rundt
 Deens kampioen ploegentijdrit, Amateurs
1970
Eindklassement Berliner Etappenfahrt
Noords kampioen ploegentijdrit, Amateurs
 Deens kampioen op de weg, Amateurs
1971
 Deens kampioen ploegentijdrit, Amateurs
1974
 Deens kampioen ploegentijdrit, Amateurs
1976
 Deens kampioen ploegentijdrit, Amateurs
1977
 Deens kampioen ploegentijdrit, Amateurs

## Trivia
- De Nederlandse singer-songwriter Blaudzun heeft zich naar eigen zeggen vernoemd naar Verner Blaudzun.[1]